# Pekon Unggak
Pekon Unggak is een bestuurslaag in het regentschap Tanggamus van de provincie Lampung, Indonesië. Pekon Unggak telt 837 inwoners (volkstelling 2010).